# Artjom Mikojan

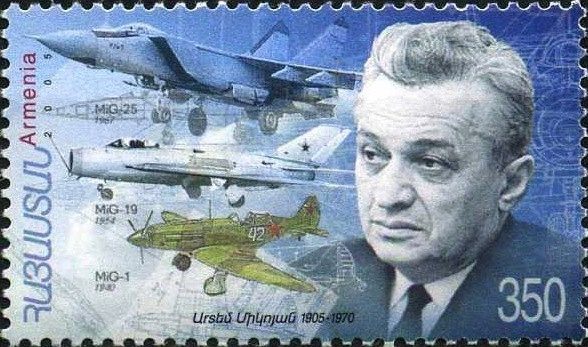
Artjom Mikojan

Artjom Iwanowitsch Mikojan (russisch Артём Иванович Микоян; armenisch Արտյոմ Հովհաննեսի Միկոյան/Artjom Howhannessi Mikojan; * 23. Julijul. / 5. August 1905greg. in Sanahin, Russisches Kaiserreich, heute Armenien; † 9. Dezember 1970 in Moskau) war ein sowjetischer Flugzeugkonstrukteur.

## Leben
Geboren wurde er als Sohn des Zimmermanns Owanes Nersesowitsch Mikojan und dessen Frau Talida Otarowna. 1918 zog die Familie nach Tbilissi, wo Mikojan die Mittelschule bis 1923 besuchte. Nach seiner Schulausbildung ging er nach Rostow am Don, wo er als Maschinenbediener in der Metallfabrik „Krasny Aksai“ arbeitete. Nebenbei absolvierte er an der Abendschule die Ausbildung zum Dreher. Im Juni 1925 trat Mikojan in die KPdSU ein und ging im November gleichen Jahres nach Moskau, wo er Arbeit als Dreher im Werk „Dynamo“ fand.
Im Dezember 1928 erfolgte seine Einberufung in die Rote Armee. Nach seiner militärischen Laufbahn arbeitete er ab 1930 wieder als Dreher, diesmal im „Kompressor“-Werk Moskau. 1931 begann er an der „Schukowski“-Militärakademie zu studieren. Während des Studiums ließ er sich zum Piloten und Fallschirmspringer ausbilden. Außerdem war Mikojan an der Entwicklung des Leichtflugzeuges „Oktjabronok“ (Oktoberkind) beteiligt.
Am 23. Februar 1936 heiratete er Soja Iwanowna Lissizina.
Mikojan schloss seine Ingenieursausbildung an der Militärluftfahrtakademie 1937 ab. Zunächst arbeitete er als Militärrepräsentant in einem Flugzeugwerk. Er wechselte im gleichen Jahr in das Konstruktionsbüro von Nikolai Polikarpow und zeichnete bald für die Serienproduktion des Jagdflugzeuges Polikarpow I-153 verantwortlich. Im März 1939 wurde Mikojan Polikarpows stellvertretender Leiter in dessen Flugzeugwerk 1.
Am 8. Dezember 1939 wurde mit Michail Iossifowitsch Gurewitsch das OKB Mikojan-Gurewitsch gegründet, das insbesondere später durch leistungsfähige Jagdflugzeuge (MiG) Weltgeltung erlangte. Zu den Entwicklungen des OKBs gehören solch bekannten Strahljäger wie die MiG-15, MiG-21 und MiG-29. Im März 1942 erfolgte Mikojans Ernennung zum Hauptkonstrukteur, im Dezember 1956 zum Generalkonstrukteurs des OKBs.
Mikojan wurde am 23. Oktober 1953 zum korrespondierenden Mitglied der Sowjetischen Akademie der Wissenschaften. Am 14. März 1954 wurde er zum ersten Mal Abgeordneter des Obersten Sowjet (insgesamt viermal). Am 26. November 1968 wurde Mikojan Mitglied der Akademie der Wissenschaften der UdSSR.

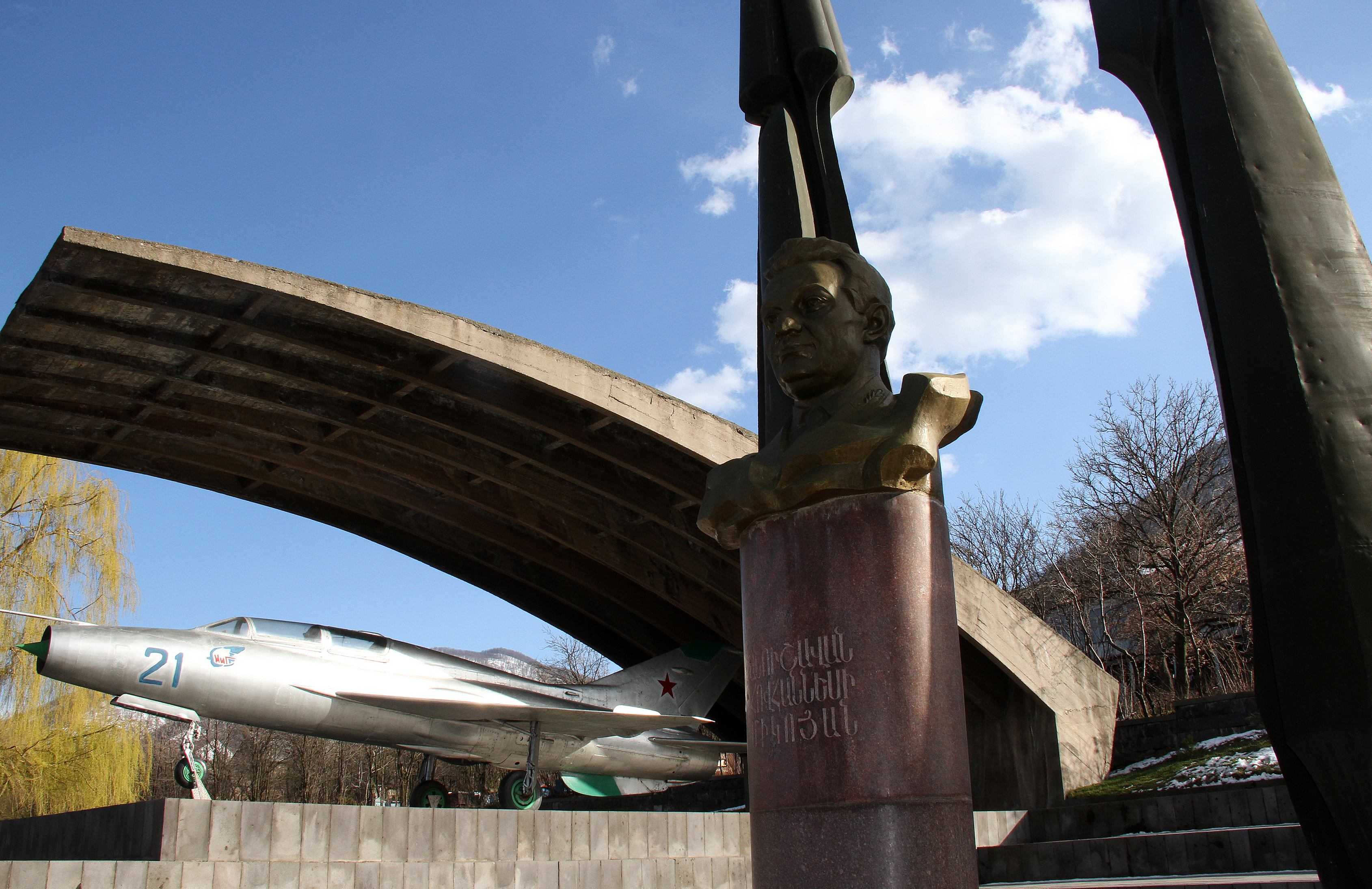
Denkmal für den MiG-Konstrukteur

Neben mehreren Staatspreisen (1941, 1947, 1948, 1949, 1952, 1953) wurde er dreimal mit dem Leninorden (1940, 1955, 1965), dem Orden Roter Stern (1942) und zweimal als Held der sozialistischen Arbeit (1956, 1957) ausgezeichnet. 1968 erhielt er die Ehrenbürgerschaft der Stadt Leninakan.
Mikojan war ein Bruder des langjährigen Politbüromitgliedes Anastas Mikojan und ein Onkel des Piloten Stepan Mikojan und des Historikers Sergo Mikojan.